# 开封城墙
开封城墙位于中华人民共和国河南省开封市，1996年被列为全国重点文物保护单位。全长14.4公里，仅次于南京城墙。比西安城墙遗留长度略长，但保存完整性不及西安城墙。

## 历史
开封城墙可追溯到前365年，魏惠王迁都于大梁，并大梁城。成为今开封地下叠加的六座城池之一。大梁城与今城墙部分重合，稍偏西北。唐朝建中二年（781年），时任永平军节度使兼汴州刺史的李勉重築南北朝时的汴州城，是如今开封城墙历史的开始。北宋定都开封，东京城形成由外城、内城、皇城三座城池相套的宏大城郭。北宋后期，外城周长50里165步，高4丈，宽5丈9尺。其后因战乱、水灾，开封城墙多次被毁。清朝道光二十二年（1842年）重建开封城，高8米，宽5米，周长14.4公里，青砖结构，与北宋时内城规模大体相近。

## 城门
开封城墙原有城门楼均已不存，目前建筑为20世纪90年代以后复建。
- 西：大梁门（俗称西门），明初朱元璋改西门为大梁门，今大梁门系于1998年重建，成为古都的重要象征。城门基采用青砖结构，设拱形门洞三个，城楼采用重檐歇山式建築风格，雕梁彩绘，古朴典雅，雄伟壮观。
- 北：安远门（俗称北门）
- 南：南薰门（俗称大南门）
- 东：仁和门（俗称曹门）和丽景门（俗称宋门）

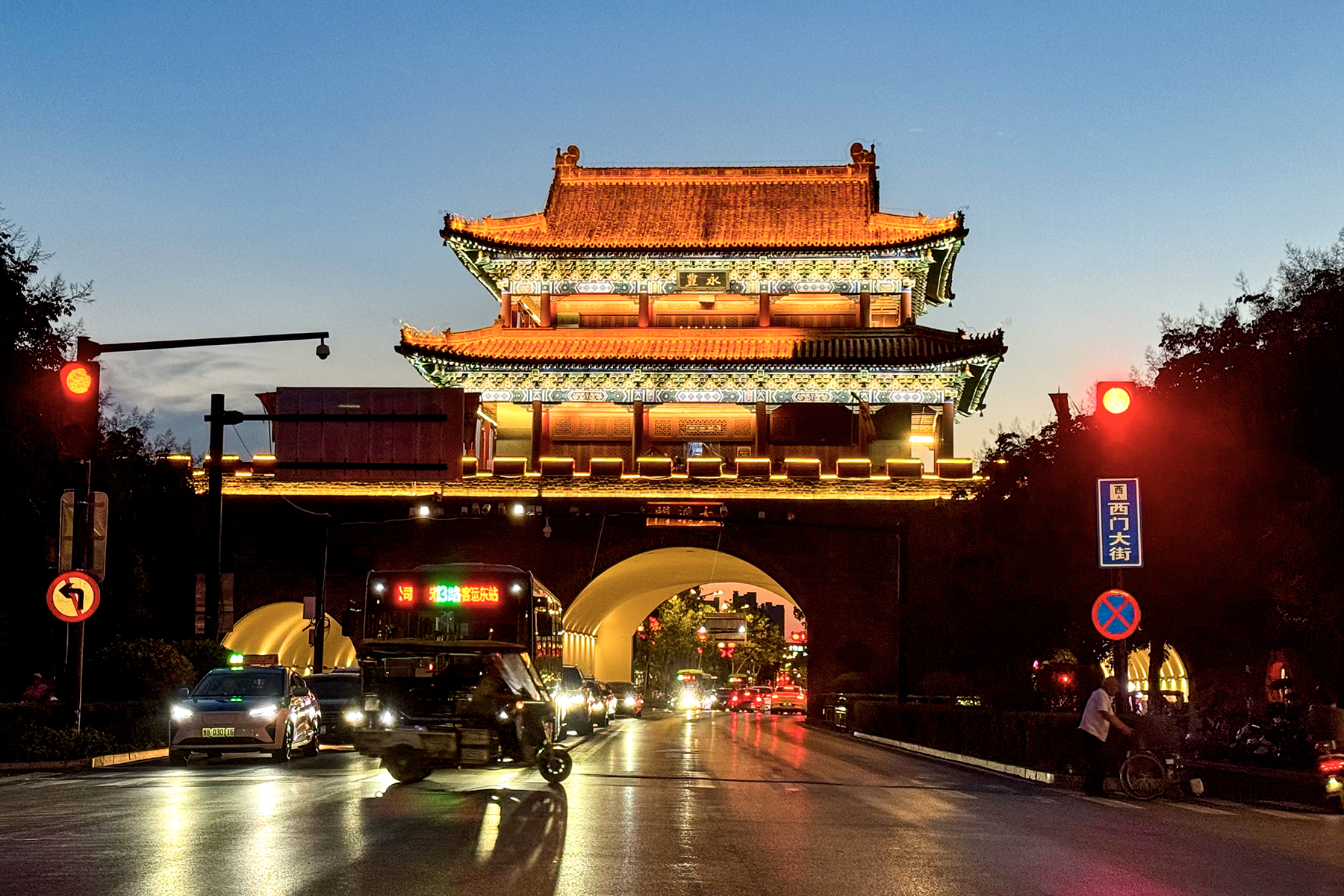
大梁门（西门）
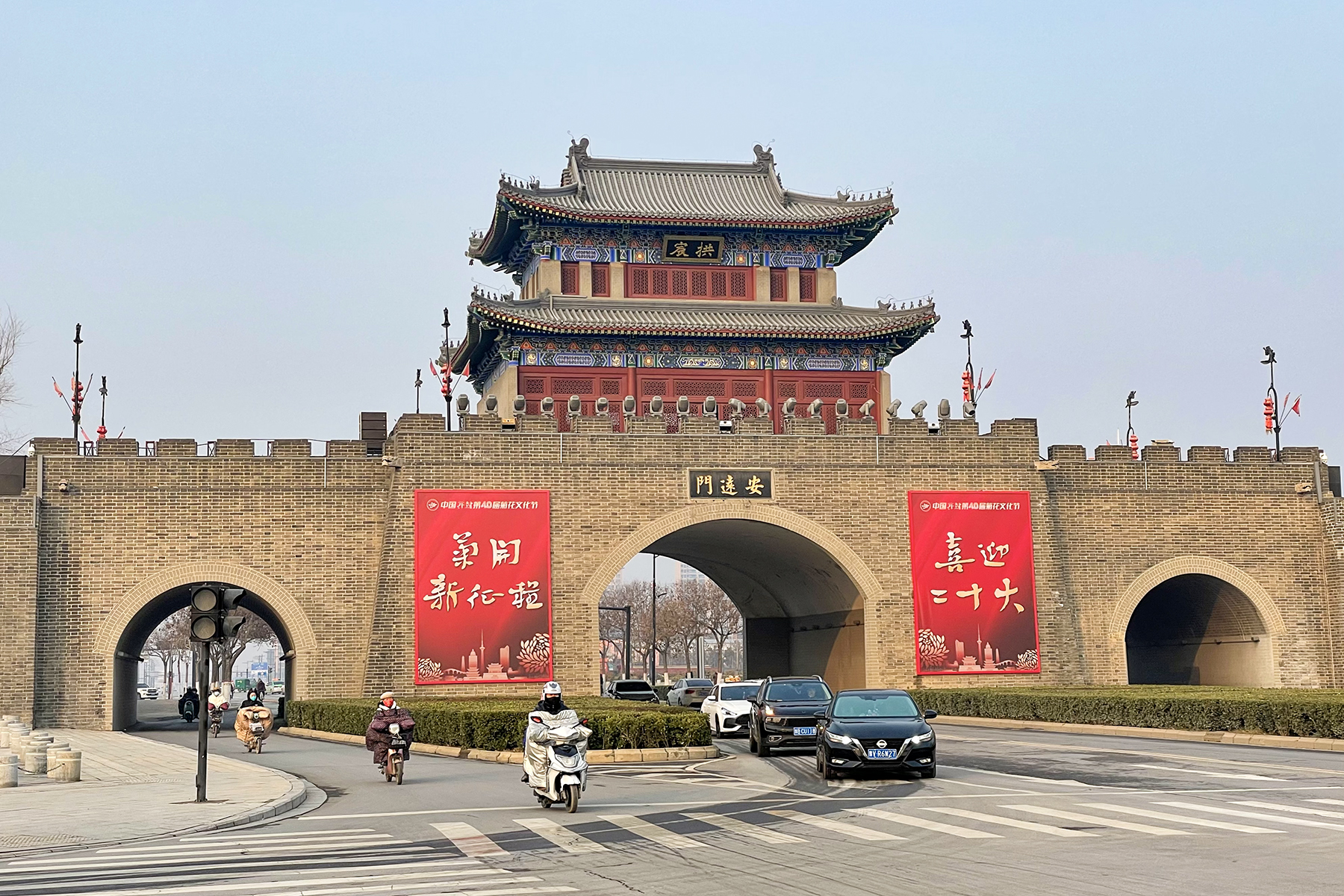
安远门（北门）
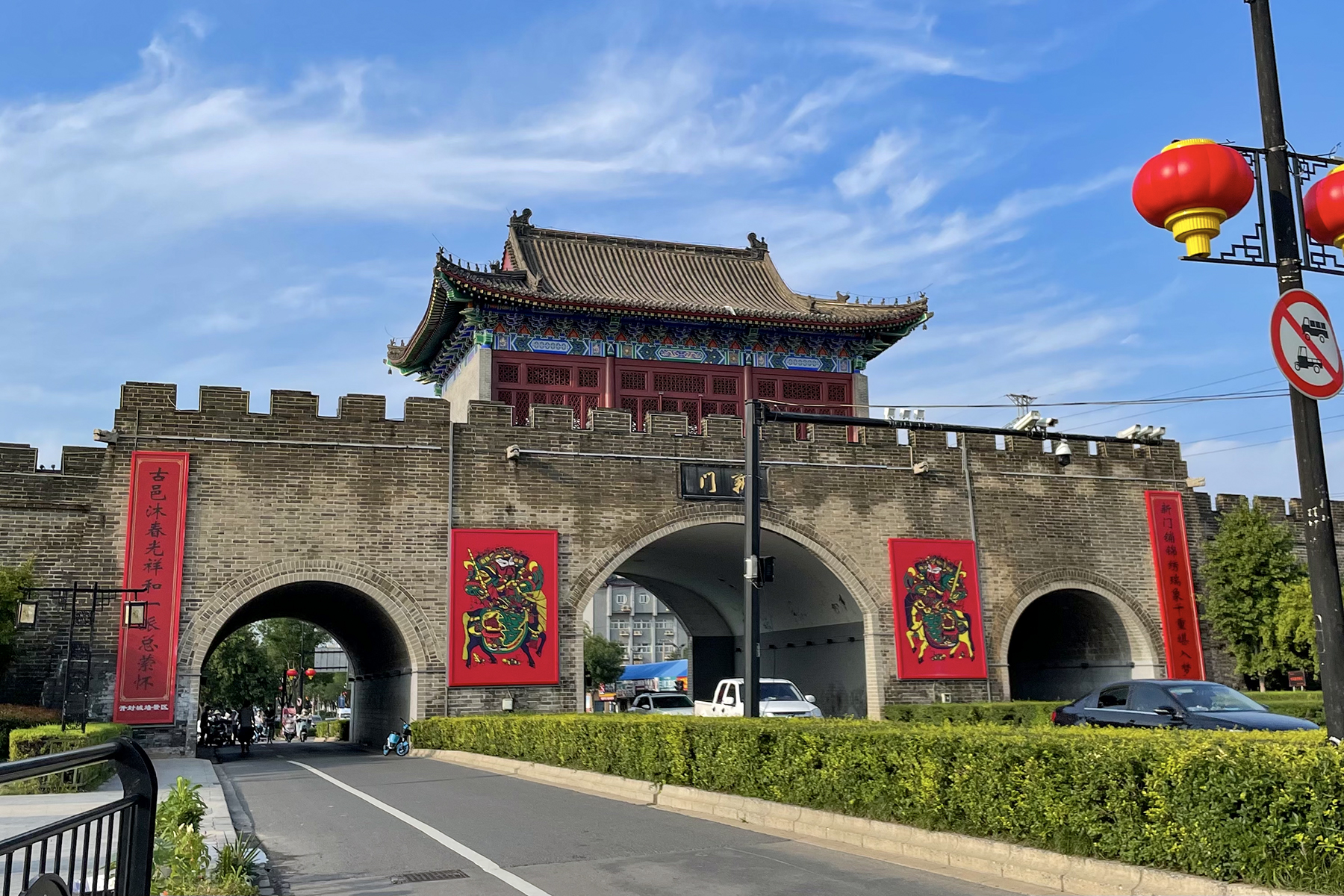
新门（小南门）

## 城墙风波
为解决由西边进入开封城墙内，尤其是景区的交通拥堵问题。2007年开始，当地政府计划修建一条穿过西边城墙的主要道路。因为工程涉及穿过现存的古城墙墙体。因此工程引起社会各界的广泛讨论。当地论坛，甚至出现了“穿墙派”和“保墙派”。各种民间方案意见层出不穷。最终於2010年，当地政府制定了下沉穿墙方案。并于当年完工通车。

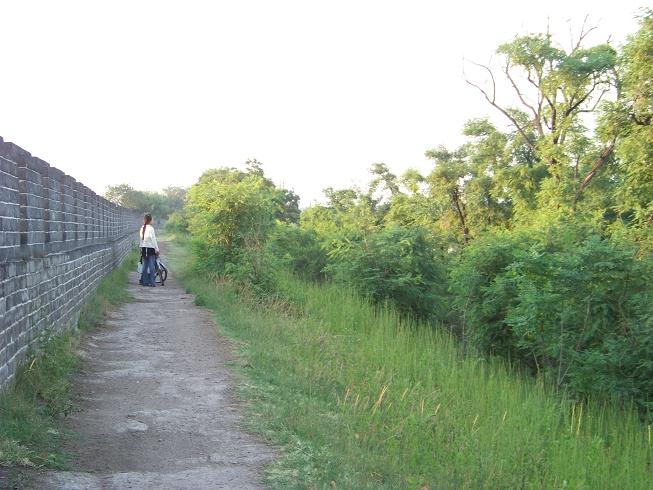
开封城墙之上
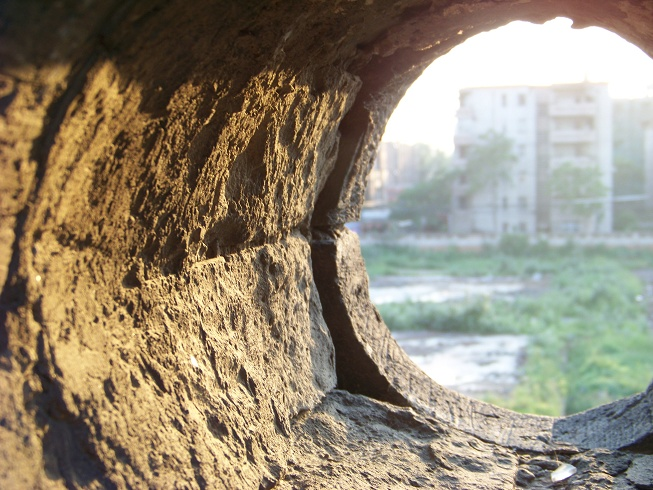
开封城墙炮洞
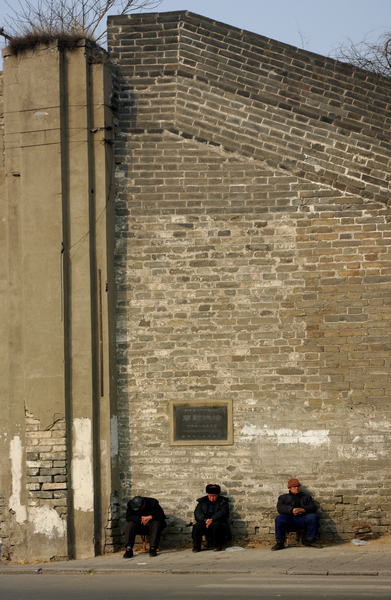
开封老人与开封城墙的和谐生活